# أرشام بارسي
آرشام بارسي (بالفارسية: آرشام پارسی) (مواليد 20 سبتمبر 1980 في شيراز)، هو ناشط إيراني مسلم مُدافع عن حقوق المثليين في كندا. وهو مؤسس ورئيس منظمة سكة الحديد الإيرانية للحرية الجنسية للاجئين (IRQR).

## وصلات خارجية
- الموقع الإلكتروني